# Pointe de la Portette
La pointe de la Portette est un sommet de France situé dans le massif du Beaufortain, en Savoie.

## Géographie
Culminant à 2 607 mètres d'altitude, elle constitue l'extrémité méridionale du rempart montagneux de la Grande Paréi, l'extrémité septentrionale étant constituée de la roc de la Charbonnière. Elle fait face au crêt du Rey au sud-ouest, au Cormet d'Arêches à l'ouest, au mont Coin au nord-ouest et domine le lac de la Portette au nord-est.

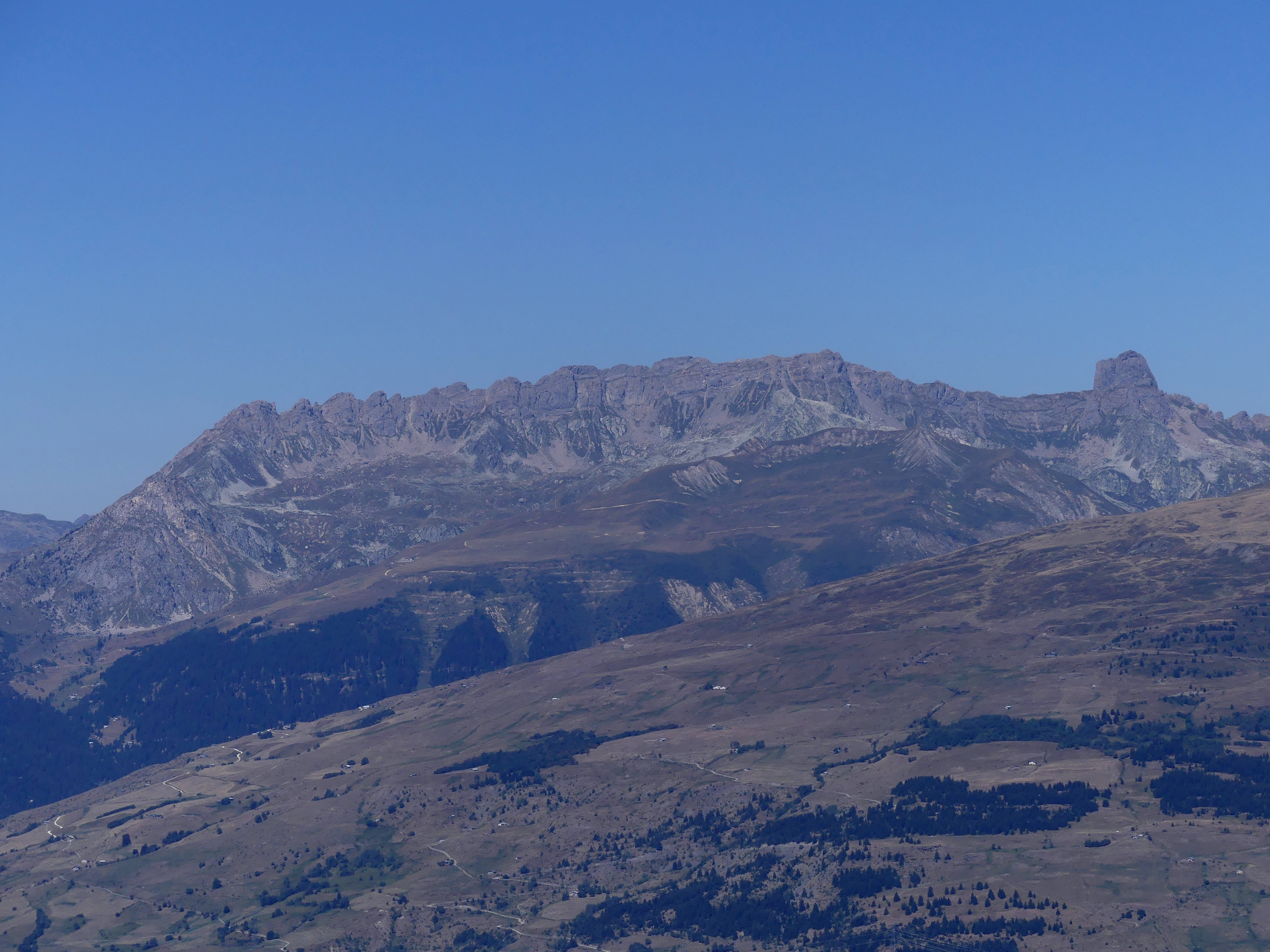
La Grande Paréi encadrée à gauche par la pointe de la Portette et à droite par le roc de la Charbonnière avec la Pierra Menta à droite depuis Peisey-Vallandry au sud-est ; au premier plan, les pentes du dôme de Vaugelaz.